# Asha Ismail
Asha Ismail (Garissa, 27 de septiembre de 1968) es una activista de derechos humanos. Fundadora en 2007 de la asociación Save a Girl Save a Generation cuya misión es acabar con la mutilación genital femenina, el sistema de dotes, el matrimonio forzado y otros abusos contra las mujeres en África y Asia. Fue incluida en la campaña Valiente de Amnistía Internacional, puesta en marcha en mayo de 2017 y cuyo objetivo era aumentar el reconocimiento y la protección de las personas que defienden los derechos humanos en el mundo.

## Trayectoria
Ismail está muy sensibilizada con el problema de la mutilación genital femenina porque cuando tenía cinco años la sometieron a infibulación que, según la clasificación de la OMS, es uno de los cuatro tipos de mutilación genital femenina. Una práctica en la que le extirparon el clítoris, le cortaron los labios mayores y menores y cosieron la vagina casi por completo.
Entre noviembre de 2016 y julio de 2017 fue coordinadora del Proyecto para la Prevención y Sensibilización sobre Mutilación Genital Femenina titulado “No les cortes sus sueños". Participó en el documental La manzana de Eva de 2017, dirigida con José Manuel Colón que denuncia la práctica de la ablación.

## Reconocimientos
El 8 de marzo de 2017, con motivo del Día Internacional de la Mujer, Ismail recibió el premio Atenea de Alcobendas que reconoció su labor en la defensa de los derechos de las mujeres.
En mayo de 2018, Amnistía Internacional puso en marcha la campaña Valiente: cuyo objetivo era aumentar la presencia de las defensoras de derechos humanos en Wikipedia. De esta forma, se incluyó a Ismail junto a otras activistas como Alba Teresa Higueras, defensora colombiana de los derechos humanos y de la mujer; Alba Villanueva, activista española por el derecho a la libertad de expresión; Alejandra Jacinto, abogada española por el derecho a la vivienda; Arantxa Mejías, activista española por el derecho a la vivienda; La Colectiva, asociación de mujeres colombianas y españolas refugiadas, exiliadas y migradas; y Leonora Castaño, campesina colombiana y defensora de los derechos de la mujer.
Asistió, el 12 de octubre de 2019, al XV Aniversario de la oenegé Tierra de hombres en Galicia, en el Teatro Colón de La Coruña donde se le entregó una estatuilla realizada por la escultora Julia Ares en reconocimiento por su labor. Ese mismo mes de octubre la activista participó en Periplo, el Festival Internacional de Literatura de Viajes y Aventuras de Puerto de la Cruz, donde fue galardonada junto con otras personalidades destacadas: el escritor Leonardo Padura, el periodista Alfonso Armada y José Manuel Peruyera, superviviente del Holocausto nazi.
La Fundación Internacional de Derechos Humanos celebró el 24 de enero de 2020 una ceremonia en la que se le otorgó el Premio Nicolás Salmerón de Derechos Humanos en la categoría de 'Igualdad'. Las otras dos categorías 'Libertad' y 'Fraternidad' fueron concedidas al expresidente de Brasil Lula da Silva y a la escritora Rosa Rogás, respectivamente.